# Maria Johanna av Savojen

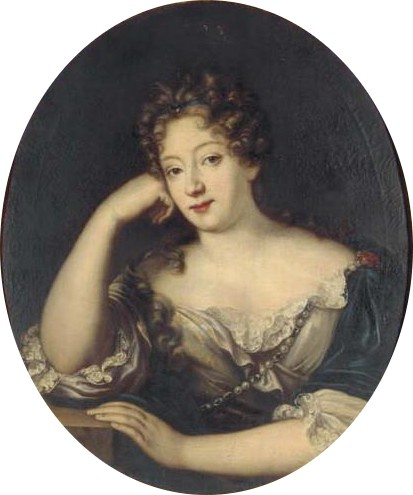
Maria Johanna av Savojen

Maria Johanna av Savojen, född 1644, död 1724, hertiginna och regent av Savojen. Hon gifte sig 1665 med hertig Karl Emanuel II av Savojen och var mor till Viktor Amadeus II av Savojen. Hon var Savoyens regent under sonens omyndighet de jure 1675–1680 och de facto fram till år 1684.

## Biografi

### Tidigt liv
Maria Johanna av Savojen var dotter till prins Charles Amadeus av Savojen, hertig av Nemours, och Élisabeth de Bourbon; genom sin mor var hon barnbarnsbarn till Henrik IV av Frankrike och Gabrielle d'Estrées. Fadern dog i en duell 1652 och hon stod med sin mor och sin syster under farbroderns förmyndarskap fram till hans död 1659. Hon hade den officiella titeln Mademoiselle de Nemours och var i sig själv hertiginna av Aumale och den sista grevinnan av Genua.
Maria Johanna mottog äktenskapsförslag från kungen av Portugal, som hon avvisade, och 1659 från Karl Emanuel II av Savoyen. Det sistnämnda förslaget avvisades av Karl Emmanuels mor efter en varning från kardinal Mazarin om Maria Johannas ambitiösa personlighet, trots att Karl Emanuel själv tyckte om henne då hon och hennes syster visades upp för honom. Hon mottog sedan ett frieri från Karl V, hertig av Lorraine, och signerade ett äktenskapskontrakt med honom 4 februari 1662. Snart därpå bröts dock överenskommelsen, och eftersom äktenskapet inte fullbordats ansågs det ogiltigt av kyrkan.

### Hertiginna av Savojen
Då Karl Emanuel II av Savoyen friade en andra gång 1663 efter att hans mor och första fru dött slutfördes äktenskapet. Ludvig XIV uppmuntrade giftermålet för att säkra franskt inflytande i Savojen och Karl Emmanuel själv ville gärna gifta sig med någon ur sin egen släkt framför att betala hennes hemgift, som han annars skulle ha tvingats göra i egenskap av hennes närmast manlige släkting. Maria Johanna förde med sig provinserna Genevois, Faucigny och Beaufort till Savojen vid vigseln, kallades Madama Reale och ansågs vacker och intelligent. Hon spelade ingen roll under makens regeringstid och tvingades ignorera makens otrohet med bland andra Marie-Jeanne de Trecesson, Gabriella di Mesmes di Marolles och Hortense Mancini, som från 1672 levde med sitt eget lilla hov i Chambéry, där hon ofta besöktes av Karl Emanuel.

### Regent
Maken utsåg henne på sin dödsbädd 1675 till landets regent som förmyndare för deras son. Hon flyttade genast hovet från Palazzo Reale till Palazzo Madama. Hennes regeringstid kan indelas i två perioder: hennes legitima regering från 1675 till 1680, då hon uppvisade stor energi och autonom initiativkraft, samt tiden mellan 1680 och 1684, då hon illegalt kvarblev vid makten trots sonens myndighet och då förlitade sig på franskt stöd, vilket avspeglade sig på hennes politik.
Maria Johanna har som regent kritiserats för att vara en fransk marionett samt för att hon alltför ivrigt hängt sig fast vid makten, vilket skapade en dålig relation till hennes son. Hon hade även en del uppmärksammade kärleksrelationer, främst med den tolv år yngre greve Charles-Christian de Saint-Maurice, vilken varade från 1677 till 1681, och vars far hon gjorde till sin förstaminister. Hon ersatte Saint-Maurice med den tretton år yngre greve Carlo-Francesco di Masino 1681, vars farbror markis de Pianezza också ersatte hans företrädares far som försteminister.
Maria Johanna gjorde Savojen till en neutral stat, gav Savojen diplomatisk närvaro i Bayern och England och mottog en spansk ambassadör i Turin. Hon slutförde sin mans byggnadsprojekt och grundade kungliga akademien i Turin. Hon förbjöd en rad ordnar till förmån för den återupplivade orden SS. Annunziata, och både grundade och återupplivade ett stort antal stiftelser: myntverket Monte de San Giovinna Battista, skolan Accademia cavalleresca 1677, ett litterärt sällskap 1678, ett kungligt guld- och silververk 1678, adelsskolan Collegio dei Nobili och en konstakademi.
Maria Johanna ägnade sig från 1677 åt många förhandlingar för att arrangera en äktenskapsallians för sin son, och dessa intensifierades då hennes ställning blev mer osäker efter sonens myndighet 1680. Hon ville främst ha en svärdotter som inte skulle hota hennes maktposition. De kandidater som föreslogs var Maria Antonia av Österrike, Isabella av Portugal, Anne Marie av Orléans och en prinsessa av Pfalz-Neuburg. Hon ville gifta bort sonen med Portugals arvtagare Isabel, vilket skulle göra det möjligt för henne att behålla makten i Savojen. Portugisisk lag stadgade nämligen att Portugals arvtagare inte fick lämna landet, vilket skulle göra det nödvändigt för hennes son att flytta till Portugal och lämna styret i Savojen åt henne. Kontraktet signerades 15 maj 1679 och en portugisisk flotta anlände för att föra sonen till Portugal. Han simulerade dock sjukdom och vägrade resa. Sonen lyckades dock skjuta upp bröllopet två år, och då Portugal 1683 fick en manlig arvtagare övergavs planerna. Maria Johanna gav då sitt stöd till den franska kandidaten Anne Marie av Orléans.
Maria Johannas mandat som regent löpte formellt ut vid sonens myndighetsförklaring 14 maj 1680, men hon vägrade trots detta att lämna ifrån sig makten utan fortsatte att regera, med ett motvilligt skriftligt medgivande från sonen. Hon fick också stöd av Ludvig XIV. År 1683 utbröt ett uppror i Piemonte understött av hennes son, som levde i ett spänt förhållande till henne och ogillade hennes älskare. I december avled också hennes syster, Portugals drottning, vilket underminerade hennes maktställning. Hennes son framlade då ett krav på att hon skulle lämna ifrån sig regeringen till honom och dra sig tillbaka till riksdelen Savoie med sitt eget hov, något hon såg sig tvungen att gå med på. Hennes allierade Ludvig XIV lyckades genom påtryckningar få sonen att gå med på att hon fick stanna kvar i Turin. Hon avsade sig formellt alla regeringsbefogenheter till sin son kort före hans bröllop 1684.

### Senare liv
Maria Johanna levde med sitt eget hov i Palazzo Madama mittemot hertigpalatset i Turin. År 1686 sålde hon Aumale till en av den franske kungens söner. Hon hade en god relation till sin svärdotter och sina barnbarn men hennes förhållande till sonen blev inte bättre förrän på 1710-talet.
Maria Johanna fortsatte att spela en aktiv roll vid hovet även efter sonens giftermål. Hon hade en god relation till sin svärdotter Anne Marie, som beskrivs som en ödmjuk svärdotter som underkastade sig hennes vilja, och sina barnbarn, och hon betraktades som en aktiv politisk kraft vid hovet. 1688 rapporterade den franska ambassadören att hon var an aktiv informatör till Frankrike, och då näste ambassadör infann sig 1690, rapporterade han till Maria Johanna direkt efter att han inställt sig hos hennes son. När sonen bröt med Frankrike 1690, lämnade Maria Johanna, hennes gravida svärdotter och dotterdöttrar Turin som protest mot beslutet. Hon upprätthöll också kontakten med sina dotterdöttrar efter deras giftermål 1697 och 1701, då den ena blev fransk kronprinsessa och den andra spansk drottning, med vilka hon upprätthöll diplomatiska kontakter.   
Under slaget vid Turin 1706 tvingades hon sälja sina smycken för att försörja sitt hushåll och fly från staden med sina barnbarn undan belägringen. Vid sin återkomst gavs hon ett högtidligt välkomnande av stadens innevånare så som representant för den inhemska dynastin och symbol för motståndet mot fienden.
Mellan 1713 och 1714 befann sig hennes son på Sicilien, där han blivit kung. Vid sin avresa beslöt han att inte lämna sin fru Anne Marie kvar som regent, eftersom hon hade ett så nära och intimt förtroende till Maria Johanna. Han tog i stället med sig Anne Marie till Sicilien, och utnämnde sin son fjortonårige Vittorio till regent. Han erbjöd som en formsak att göra Maria Johanna till regent under sin frånvaro, men hon tackade nej. Det anses dock troligt att hon hade inflytande över sin sonsons regentskap. När den dåvarande tronarvingen avled 1715, drabbades både hennes son och svärdotter av en sådan svår depression att de båda lämnade hovet och drog sig tillbaka till Rivoli. Maria Johanna stannade i Turin och mottog den franska ambassadören i sin sons ställe. Under de sista decenniet av sitt liv ägnade hon sig främst till ombyggnationer av Palazzo Madama.